# Spelaeornis caudatus
A Spelaeornis caudatus a madarak osztályának verébalakúak (Passeriformes) rendjébe és a timáliafélék (Timaliidae) családjába tartozó faj.

## Rendszerezése
A fajt Edward Blyth angol zoológus írta le 1845-ben, a Tesia nembe Tesia caudata néven.

## Előfordulása
Himalája keleti részén, Bhután, India és Nepál területén honos. Természetes élőhelyei a hegyi tűlevelű erdők és lombhullató erdők, sziklás környezetben. Állandó, nem vonuló faj.

## Megjelenése
Testhossza 9 centiméter, testtömege 10-12 gramm.

## Természetvédelmi helyzete
Az elterjedési területe nem nagy és a fakitermelés miatt csökken, egyedszáma még felmérésre szorul, de lassan csökken. A Természetvédelmi Világszövetség Vörös listáján mérsékelten fenyegetett fajként szerepel.